# Tiberio Timperi
Tiberio Timperi (Roma, 19 ottobre 1964) è un giornalista, conduttore radiofonico e conduttore televisivo italiano.

## Biografia
La sua carriera inizia nel 1977, a Radio Mare Cesenatico. Dal 1977 al 1983 è al microfono di diverse emittenti private radiofoniche tra cui Punto Radio (Firenze) e Radio Centro Suono (Roma). Sempre negli stessi anni è tra gli animatori di uno dei primi network radiofonici nazionali "Radio In" e della syndication "Top Italia Radio". Tra il 1983 e il 1987 è a Rai Radio conduce la trasmissione radiofonica D.J. Jolly di RaiStereoUno, Radio Due Hit Parade, RaistereoDue "FM Musica". È presente tra il pubblico nella puntata di Discoring del 3 gennaio 1982. Nel 1986 debutta in televisione alla conduzione del tg dell'emittente romana Tele Regione. In seguito si trasferisce a TMC. Nell'emittente monegasca diventa giornalista professionista. Come anchorman, è al timone dell'edizione della notte del telegiornale insieme tra gli altri all'attore e doppiatore Teo Bellia e ad Armando Sommajuolo, e conducendo, in parallelo, trasmissioni di approfondimento medico (Quando c'è la salute), scientifico (Galileo) e la rubrica motori.
Tra gli speciali del tg, quello dedicato alla Guerra del Golfo. Nel 1991 passa a Mediaset, dove lavora al TG4 e a Studio Aperto; successivamente, alla carriera giornalistica affianca quella di conduttore di trasmissioni di intrattenimento: conduce su Canale 5 il game show Lingo, Buonasera con su Rete 4 al fianco di Amanda Lear e Cuori d'oro insieme ad Enrica Bonaccorti. Nel 1997 Timperi ritorna alla Rai, stavolta in tv: per 14 anni (tranne solo nell'edizione 2004-2005) conduce, con vari partner, gli show del fine settimana di Rai 2 Mezzogiorno in famiglia e Mattina in famiglia. Nel 2001 ha inoltre condotto, assieme ad Ela Weber e a Daniela Battizzocco, la terza edizione del programma estivo di Rai 1 Sette per uno. Non rinuncia però alla radio: nel 1998 è alla conduzione de Il buongiorno su Radio 2, nel 2005 Sabato sport su Radio1 e nel 2007 Lasciamoci così, sempre su Radio 1, infine Il grano e il oglio nel 2009 di nuovo su Radio 1, con la sigla Ho rimasto, un brano di Don Backy del 1963. Nella stagione 2007-2008 è stato conduttore e autore di Prima di tutti, magazine quotidiano in onda su R101, radio del gruppo Mondadori. Al suo attivo le collaborazioni con Ruoteclassiche (Domus) Autooggi (Mondadori), Gente Motori (Rusconi-Hachette), Diva e Donna, Visto. Come attore, Timperi ha recitato nel film Le faremo tanto male (1998), nel cortometraggio Toilette (1999), nelle fiction televisive Ricominciare (2000-2001), Amiche (2004) ed Incantesimo (2005).
Ha partecipato come protagonista di puntata nella serie televisiva La squadra, Un posto al sole e nel ruolo di se stesso in Un medico in famiglia. Nel 2004 scrive il libro Ci avete fatto caso? per la Eri. Nel 2008, Amarsi sempre! Sposarsi? con M. Sabatini, edito dalla Armando Curcio Editore. Due anni dopo, per la Longanesi, il romanzo "Nei tuoi occhi di bambino". Nel 2009 torna a condurre, dopo dieci anni di assenza, Il lotto alle otto su Rai 2 insieme a Stefania Orlando. A partire dal 10 settembre 2011 è in onda con Unomattina in famiglia (programma nato dall'incrocio tra Unomattina e Mattina in famiglia) su Rai 1 insieme a varie partner nel corso delle molteplici edizioni. Dal 2 gennaio 2012 al 17 febbraio 2012 ha sostituito Veronica Maya (assente perché incinta) alla conduzione del tribunale Verdetto finale nel primo pomeriggio di Rai 1 (14.10-15.15) facendo il record di ascolti. Il 7 febbraio 2012 ha condotto su Rai 1 la puntata pilota del nuovo programma di prima serata intitolato Socrate - Il merito in tv. Dal novembre 2012 al marzo 2014, Timperi è autore e conduttore del rotocalco cinematografico di Rai Premium Attori e divi italiani. Dal 30 aprile 2014 fino al termine della stagione (30 maggio 2014), Timperi ritorna alla conduzione di Verdetto finale subentrando ancora una volta a Veronica Maya: nonostante le insistenze della dirigenza delle reti RAI, Timperi rifiuta (per evitare di trascurare suo figlio) di condurre l'edizione 2014-2015 del tribunale (che quindi è passata a Monica Leofreddi) preferendo quindi condurre solamente la nuova stagione di Unomattina in famiglia. Nella stagione 2015-2016 conduce su Raiuno "Sabato In" con Ingrid Muccitelli. Nel 2016 ritorna su Radio 2 per condurre Hitstory, con la collaborazione del critico musicale Dario Salvatori. Il 13 agosto 2016 conduce eccezionalmente ed a titolo di amicizia l'edizione serale del TG San Marino su San Marino RTV.Nel luglio 2017, sempre su Rai Radio 2, conduce la versione estiva di ''Radio 2 Come Voi'' insieme ad Angela Rafanelli. Da settembre 2018 conduce La vita in diretta al posto di Marco Liorni, coadiuvato da Francesca Fialdini. Per la prima volta, dopo cinque edizioni, gli ascolti tornano ad essere in crescita, ma sia lui che la Fialdini non verranno confermati nella stagione successiva. Da settembre 2019 a giugno 2023 ritorna alla conduzione di Unomattina in famiglia. Nell'estate del 2023 conduce Unomattina estate. Nelle stagioni 2023/2024 è il padrone di casa de I fatti vostri su Rai 2. Il 27 dicembre 2023, a Roma, ha ricevuto l'onorificenza di Cavaliere dell’Ordine al Merito della Repubblica Italiana. Il 14 gennaio 2025, in Campidoglio a Roma, riceve il Premio Antenna d’Oro per la TV.

### Vita privata
Dopo tre anni di fidanzamento si sposa nel 2005 con Orsola Adele Gazzaniga dalla quale ha avuto un figlio. Il matrimonio finisce dopo pochi mesi.

## Controversie
Nel 1998 ha ricevuto, da parte dell'Ordine dei Giornalisti del Lazio, la sanzione di un anno di sospensione per aver partecipato a pubblicità commerciale, attività vietata dal codice deontologico. Nel 2009 ha ricevuto la sanzione della radiazione dall'Ordine professionale per aver nuovamente partecipato ad una pubblicità come testimonial. Contro tale decisione ha presentato ricorso, che è stato accolto reintegrandolo nell'albo dei giornalisti.
Il 18 ottobre 2014, in una puntata di Unomattina in famiglia, per errore viene mandato in onda, per ben due volte, un lancio registrato in cui il conduttore, dopo aver sbagliato l'annuncio di un ospite, sbatte la mano sul tavolo e pronuncia a bassa voce una bestemmia, per la quale si scusò il giorno successivo. Quattro anni dopo, una sentenza definitiva del Tar del Lazio condanna la Rai al pagamento di una multa di 25.000 euro per la violazione dell'art. 34 del decreto legislativo 31 luglio 2005 n. 177 in relazione alle disposizioni del Codice di Autoregolamentazione TV e Minori.
In seguito alla fine del matrimonio, Tiberio ha dovuto affrontare una lunga battaglia legale contro l'ex moglie per l'affidamento del figlio, il quale viene affidato all'ex moglie. In seguito a questa esperienza, Tiberio ha scritto due libri: “Amarsi sempre! Sposarsi?” e “Nei tuoi occhi di bambino”.
Sempre per via di questa esperienza, Tiberio ha affermato  “La mamma è sempre buona, mentre il padre è colpevole a prescindere”.

## Programmi televisivi
- TMC News (Telemontecarlo, 1988-1991)
- Mondialissimo (Telemontecarlo, 1990)
- Ladies & Gentlemen (Telemontecarlo, 1990)
- Prima Linea - Protagonisti del '90 (Telemontecarlo, 1990)
- Quando c'è la salute (Telemontecarlo, 1990-1991)
- Galileo (Telemontecarlo, 1990)
- In Onda - Il Tg dell'estate (Telemontecarlo, 1991)
  - In Onda - Domenica (Telemontecarlo, 1991)
- Buonasera (Rete 4, 1991-1992)
- TG4 (Rete 4, 1992-1996)
- Lingo (Canale 5, 1992-1993)
- Studio Aperto (Italia 1, 1993)
- Cuori d'oro (Rete 4, 1995)
  - Il Cuore d'oro dell'anno (Rete 4, 1995)
- In famiglia
  -  Mattina in famiglia (Rai 2, 1996-2004, 2005-2010; Rai 1, 2010-2011) 
  -  Mezzogiorno in famiglia (Rai 2, 1996-1998, 1999-2003, 2004-2008)
  -  Buon Natale in famiglia (Rai 2, 1996)
  -  In famiglia - Mattina 2 (Rai 2, 2003-2004) 
  -  In famiglia - Le stelle a mezzogiorno (Rai 2, 2003-2004)
  -  Unomattina in famiglia (Rai 1, 2011-2018, 2019-2023) 
  -  San Valentino In Famiglia (Rai 2, 2003) 
  -  Oroscopo in famiglia (Rai 2, 2003-2004) 
  -  Sabato in (Rai 1, 2015-2016)
- Telethon (Rai 1, 1996-2017, 2021-2024)
- Sanremo Top (Rai 1, 1998)
- Il lotto alle otto (Rai 2, 1999-2001, 2010)
- Una voce per Padre Pio (Rai 1, 2000, 2018)
- Sette per uno (Rai 1, 2001)
- Garda...che Musical (Rai 2, 2005)
- Trenta ore per la vita (Rai 2, 2006)
- Ballando con le stelle (Rai 1, 2006) concorrente
- Verdetto finale (Rai 1, 2012, 2014)
- Premio Ischia Internazionale di Giornalismo (Rai 1, 2012)
- Socrate - Il merito in tv (Rai 1, 2012)
- Attori e divi italiani (Rai Premium, 2012-2014)
- Techetechete' (Rai 1, 2015) Puntata 69
- TG San Marino (San Marino RTV, 13 agosto 2016)
- Unomattina Estate (Rai 1, 2017, 2023)
- La vita in diretta (Rai 1, 2018-2019)
- I fatti vostri (Rai 2, 2023-2025)

## Radio
- DJ Jolly (RaiStereoUno, 1983)
- Hit Parade (Rai Radio 2, 1983-1987)
- FM Musica (RaiStereoDue, 1987)
- Il buongiorno (Rai Radio 2, 1998)
- Sabato sport (Rai Radio 1, 2004-2005)
- Lasciamoci così (Rai Radio 1, 2007)
- Prima di tutti (R101, 2007-2008)
- Il grano e il loglio (Rai Radio 1, 2009)
- Tiberio Timperi (Radio San Marino, 2016)
- Hitstory (Rai Radio 2, 2016-2018)
- Radio 2 Come Voi  (Rai Radio 2, 2017)

## Filmografia
- Un medico in famiglia – serie TV, 1 episodio (1998)
- Le faremo tanto male, regia di Pino Quartullo (1998)
- Toilette, regia di Massimo Cappelli (1999)
- Un posto al sole – soap opera (2000)
- Ricominciare – soap opera (2000-2001)
- La squadra - serie TV, episodio 2x08 (2001)
- Amiche, regia di Paolo Poeti – miniserie TV (2004)
- Incantesimo – soap opera (2005)
- 7 vite – serie TV (2009)
- Non c'è 2 senza te, regia di Massimo Cappelli (2014)
- La mia banda suona il pop, regia di Fausto Brizzi (2020)
- Sono Lillo – serie TV, episodio 1x01 (2023)
- I migliori giorni, regia di Massimiliano Bruno e Edoardo Leo (2023)

## Doppiaggio
- Zio Gaston in I Robinson - Una famiglia spaziale
- Mel Dorado in Cars 2
- Chad Brentley in Gli Incredibili 2
- Speaker in American Gangster

## Libri
- Ci avete fatto caso? (2004)
- Amarsi sempre! Sposarsi? (2008)
- Nei tuoi occhi di bambino (2012)

## Pubblicità
- Detersivo Dixan (2001)